# Nieva (Orense)
Nieva (llamada oficialmente Santa María de Nieva) es una parroquia española del municipio de Avión, en la provincia de Orense, Galicia.

## Organización territorial
La parroquia está formada por ocho entidades de población:
- Belecón
- Camposancos
- Caseiro
- Cerdeiroa
- Lagoa
- La Mota (A Mota)
- Oroso
- Porreira

## Demografía
| Gráfica de evolución demográfica de Nieva entre 2000 y 2021 |
|                                                             |
| Datos según el nomenclátor publicado por el INE.            |